# 普拉代特
普拉代特（法語：Pradettes，法語發音：[pʁadɛt]）是法国阿列日省的一个市镇，属于帕米耶区。

## 地理
普拉代特（42°59'24"N, 1°49'13"E）面积3.52 平方千米，位于法国奧克西塔尼大區阿列日省，该省份为法国西南部内陆省份，西部和北部与上加龙省接壤，东临奥德省，东南至东比利牛斯省接壤，南与安道尔和西班牙接壤。
与普拉代特接壤的市镇（或旧市镇、城区）包括：丹村、埃斯克拉涅、略拉克、兰布拉萨克、索泰勒、塔布尔。

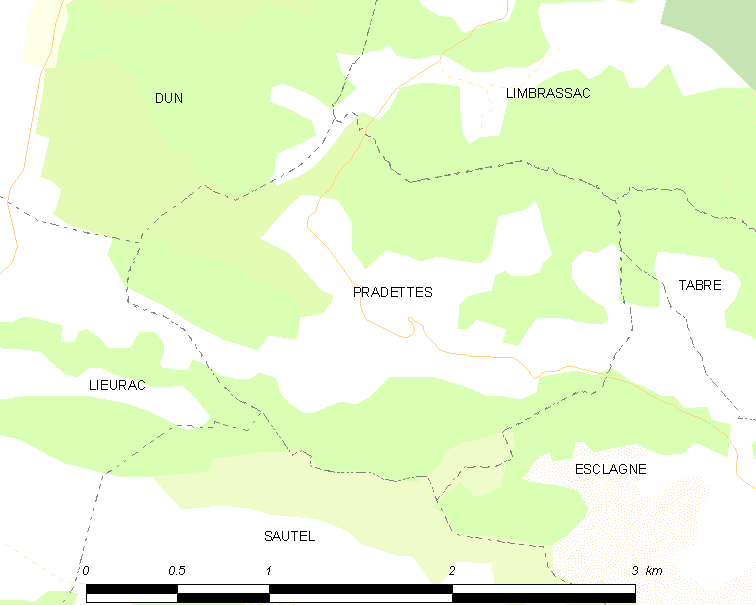
普拉代特的OSM定位图

普拉代特的时区为UTC+01:00、UTC+02:00（夏令时）。

## 行政
普拉代特的邮政编码为09600，INSEE市镇编码为09233。

## 政治
普拉代特所属的省级选区为米尔普瓦县。

## 人口

1962-2008年间普拉代特人口变化图示

普拉代特于2022年1月1日时的人口数量为44人。